# La tecnica e il rito
La tecnica e il rito è un film per la televisione, del 1972, diretto da Miklós Jancsó.

## Trama
Attila sottomette gli Unni e uccide il fratello Bleda.

## Produzione
Il film è stato girato in tre settimane in Sardegna; la sequenza iniziale presso il complesso nuragico di Santa Sarbana.

## Distribuzione
Venne trasmesso in anteprima sulla Rai l'11 maggio 1972, raccogliendo alcuni pareri negativi.
Ebbe una modesta distribuzione cinematografica nel 1974.

## Critica
(Ugo Buzzolan)
(Paolo Mereghetti)